# إليزابيث فريمان (ناشطة)
إليزابيث فريمان (بالإنجليزية: Elisabeth Freeman) ( 12أيلول 1876- 27 شباط 1942) أمريكية من المنادين بمنح المرأة حق التصويت وناشطة في الحقوق المدنية، معروفة بتقريرها الاستقصائي للجمعية الوطنية للنهوض بالملونين في 5  أيار عام 1916 في قضية إعدام جيسي واشنطن في واكو في تكساس، والمعروفة باسم "Waco Horror". بالإضافة إلى ذلك، كانت ناشطة في المؤتمرات والأنشطة التي تتعلق بحق المرأة في التصويت، وشاركت في حملة المشي لحق التصويت لعام 1913 من مدينة نيويورك إلى واشنطن العاصمة. ولدت في إنجلترا، هاجرت في طفولتها إلى الولايات المتحدة مع والدتها وإخوتها، وفي سنواتها الأولى عاشت في دار الأيتام.

## السيرة الشخصية
ولدت إليزابيث فريمان في إنجلترا عام 1876 لماري هول فريمان، التي انفصلت عن زوجها. كانت إليزابيث الشقيقة الصغرى لجاين فريمان، التي أصبحت فنانة بارزة. انتقلت إليزابيث ووالدتها وإخوتها كلارا (جاين) وجون إلى الولايات المتحدة، حيت عاشوا في لونغ آيلاند، نيويورك. عملت والدتها ماري في دار أيتام سانت جونلاند، حيث عاش أطفالها هناك لفترة من الوقت.
نشأت فقيرة، ما جعل إليزابيث تتلقى تعليمًا محدودًا. قالت إنها لم تجد سوى أنشطتها لجيش الخلاص شيئًا رافعًا للمعنويات. انتقلت فريمان لفترة من الزمن إلى لندن، حيث ساعدت امرأة تعرضت للضرب من قِبل شرطي؛ كلتا الامرأتين قُبض عليهما بعد المواجهة. ضمت هذه المرأة فريمان إلى حركة حق المرأة في التصويت، من خلالها تعلمت فنون الحملات الانتخابية، بما في ذلك التحدث أمام الجمهور، والعمل الإعلامي والتجنيد. بعد ما طورت فريمان هذه المهارات في لندن، استخدمتها بعد عودتها إلى الولايات المتحدة، حيث ابتدأت هناك بالعمل في حركة حق المرأة في التصويت.
من الأمثلة على نشاط فريمان البارز في عام 1913، عندما شاركت في حملة حق التصويت الوطنية لتنصيب الرئيس وودرو ويلسون في العاصمة واشنطن. كحيلة دعائية لمسيرة الاقتراع في مدينة نيويورك، ارتدت زيًا غجريًا وقادت عربة محملة بشعارات «حق التصويت للنساء» مكدسة مع دراسات وكتابات حول حق المرأة في التصويت.
حضرت مؤتمراً عن حق المرأة في التصويت على مستوى الولاية في دالاس تكساس في أيار عام 1916. شهد حشد مكون من 10,000 شخص الإعدام الوحشي لجيسي واشنطن، وهو مزارع أمريكي من أصول أفريقية اتهم بالقتل في واكو، تكساس. تواصلت الجمعية الوطنية للنهوض بالملونين مع فريمان، حيث عينت للتحقيق والإبلاغ عن القتل والأحداث الجرمية.
لمدة أسبوع، ادعت أنها مراسلة، وتحدثت مع كل من الأمريكيين من أصل أفريقي والبيض في واكو حول الحادثة. استُخدم تقريرها عن إعدام دو بويز من قبل الجمعية الوطنية للنهوض بالملونين للإعلان عن القضية وكسب الاهتمام الوطني بشأن غضب المواطنين الأمريكيين. ساعدت حملتهم في تأسيس المنظمة كقوة للحقوق المدنية. في هذه الفترة كان مقر الجمعية الوطنية للنهوض بالملونين في مدينة نيويورك؛ علقت لافتات خارج مكتبهم تنشر عمليات الإعدام خارج نطاق القانون. شارك محاموها في الدفاع عن العديد من الأمريكيين من أصل أفريقي في قضايا في جميع أنحاء البلاد.
في السنوات ما بين 1917 و1919، عندما شاركت الولايات المتحدة في الحرب العظمى (الحرب العالمية الأولى) في أوروبا، كانت فريمان ناشطة لحركة السلام. ضغطت على الكونجرس وواصلت عملها في القتال من أجل الحقوق المدنية. كوّن الحديث ضد السياسات الأمريكية المتعلقة بالحرب ردود فعل قوية في المعارضة.
امتلكت فريمان متجراً أثرياً في بروفينستاون، ماساتشوشتس من 1925 إلى 1937، عندما انتقلت إلى باسادينا، كاليفورنيا لأسباب صحية. توفيت بسبب التهاب الجنبة في شباط عام 1942.